# Carl Maria von Bocklet
Carl Maria von Bocklet   (Praga, 30 de novembre de 1801 - Viena, 15 de juliol de 1881) fou un pianista, violinista, compositor, i professor de música alemany.
Bocklet anà a Praga a estudiar composició B. D. Weber, on també va estudiar violí i piano. A Viena, va entrar en contacte amb Beethoven, que va fer campanya per ell. A partir de 1820 Bocklet va treballar com a professor de música a Viena i des de 1821 va ser breument primer violinista en l'orquestra del Theater an der Wien, però després cada vegada més actiu només com un pianista. Amb Franz Schubert, va ser en termes amistosos, i va conduir a diverses de les seves obres per a piano, en part, va ser el primer, incloent la Fantasia Wanderer D 760 del seu amic. Schubert li va dedicar la seva Sonata per a piano en re major, D 850. Va ser considerat com un excel·lent improvisador, Després del 1835 va publicar, el primer volum de l'Enciclopèdia Nacional Austríaca, Bocklet era en aquella època el primer dels virtuosos vius de Viena.
A la dècada de 1840 fou bona part, de la vida més activa del concertista. Fundà una escola privada on ensenyà a tocar el piano a quatre mans al seu fill Heinrich. Entre els estudiants de Carl Maria von Bocklet hi havia Louis Köhler o Eduard Marxsen, més tard fou professor de Johannes Brahms.
Va escriure composicions per piano. El seu op. 1 era una variació sobre un vall Anton Diabelli; Aquest últim havia inspirat a nombrosos compositors per fer variacions sobre els seus propis valsos i els va publicar sota el títol Vaterländischer Künstlerverein.